# T-90
Der T-90 ist ein Kampfpanzer der russischen Armee, welcher vom Verteidigungsministerium der Russischen Föderation 1992 eingeführt wurde. Mehrere hundert Exemplare wurden exportiert.

## Geschichte
Der erste Prototyp entstand 1989 noch in der Sowjetunion bei Uralwagonsawod in Nischni Tagil und trug die Bezeichnung Objekt 188. Dieser war ein umgebauter T-72B mit der Feuerleitanlage des T-80U und neuer Reaktivpanzerung (ERA) vom Typ Kontakt-5. Später wurden eine verbesserte Turmpanzerung und das Selbstschutzsystem TSchU-1 Schtora-1 nachgerüstet. Dieser Panzer trug die Bezeichnung T-72BU, bekam aber nach dem geringen Erfolg der irakischen T-72 im Zweiten Golfkrieg aus Vermarktungsgründen die neue Bezeichnung T-90. Die Serienproduktion begann 1992.
Der T-90 wurde erstmals 1993 auf der Militärausstellung in Kubinka der Öffentlichkeit vorgestellt.
Im Jahr 2001 erwarb Indien die Rechte zum Lizenzbau von 1000 T-90S. Ab dem Jahr 2016 wurden Vorkehrungen getroffen, um weitere 464 Panzer in Bausatz-Form von Russland zu beziehen, da die 2006 kommissionierte indische Produktion bei Heavy Vehicles Factory (HVF) zu langsam voranschritt, um die geplante Stückzahl bis 2020 zu erreichen. 2024 wurde der Bestand an T-90s in Indien auf 1.200 T-90 geschätzt.
Nachfolger des T-90 in Russland soll der auf der Armata-Plattform basierende Kampfpanzer T-14 sein.

## Technische Beschreibung

### Wanne und Turm
Die Wanne besteht aus geschweißten Panzerstahlelementen; der aus dem Turm des T-72BU entwickelte Turm aus Stahlguss. Der Panzer weist die typisch niedrige Silhouette russischer Panzer auf, was seine Trefferfläche deutlich reduziert. Das Innenvolumen des Fahrzeuges beträgt nur 11 m³, somit muss die dreiköpfige Besatzung mit einem sehr knappen Innenraum auskommen. Im Jahr 2000 wurde die Variante T-90A mit geschweißtem Turm entwickelt, die zu Ehren des 1999 verstorbenen Generalkonstrukteurs Wladimir Potkin die Bezeichnung T-90A „Wladimir“ trägt. 2006 wurde die Exportversion des T-90A mit der Bezeichnung T-90SA (russisch Т-90СА) vorgestellt, die eine Klimaanlage erhielt. Im Jahr 2012 wurde die neueste Exportversion mit dem Namen T-90SM vorgestellt. Diese Variante wurde umfassend modifiziert. Zur Erhöhung des passiven Schutzes wurde ein neuer Turm mit verstärkter Dachpanzerung und einem von der Besatzung getrennten Munitionsmagazin eingerüstet; dazu kommen eine neue Reaktivpanzerung „Relikt“ auf Wanne und Turm sowie verstärkte Seiten- und Heckpanzerung an Wanne und Turm. Ein modifizierter Motor mit 1130 PS erhöht die Beweglichkeit des T-90SM, die Klimaanlage den Komfort der Besatzung in heißen Regionen. Die Feuerleitanlage wurde mit dem neuen Hauptzielfernrohr „Sosna-U“, einem Wärmebildgerät der dritten Generation und einem neuen Panoramasichtgerät für den Kommandanten ausgestattet. Der Panzer erhielt eine fernbedienbare Waffenstation für ein Kord-Maschinengewehr mit einem Kaliber von wahlweise 7,62 mm oder 12,7 mm. Das Geschütz ist mit dem Kommandantensichtgerät gekoppelt. Weiterhin wurde ein neues Sichtgerät für den Fahrer eingebaut.

### Schutzmaßnahmen

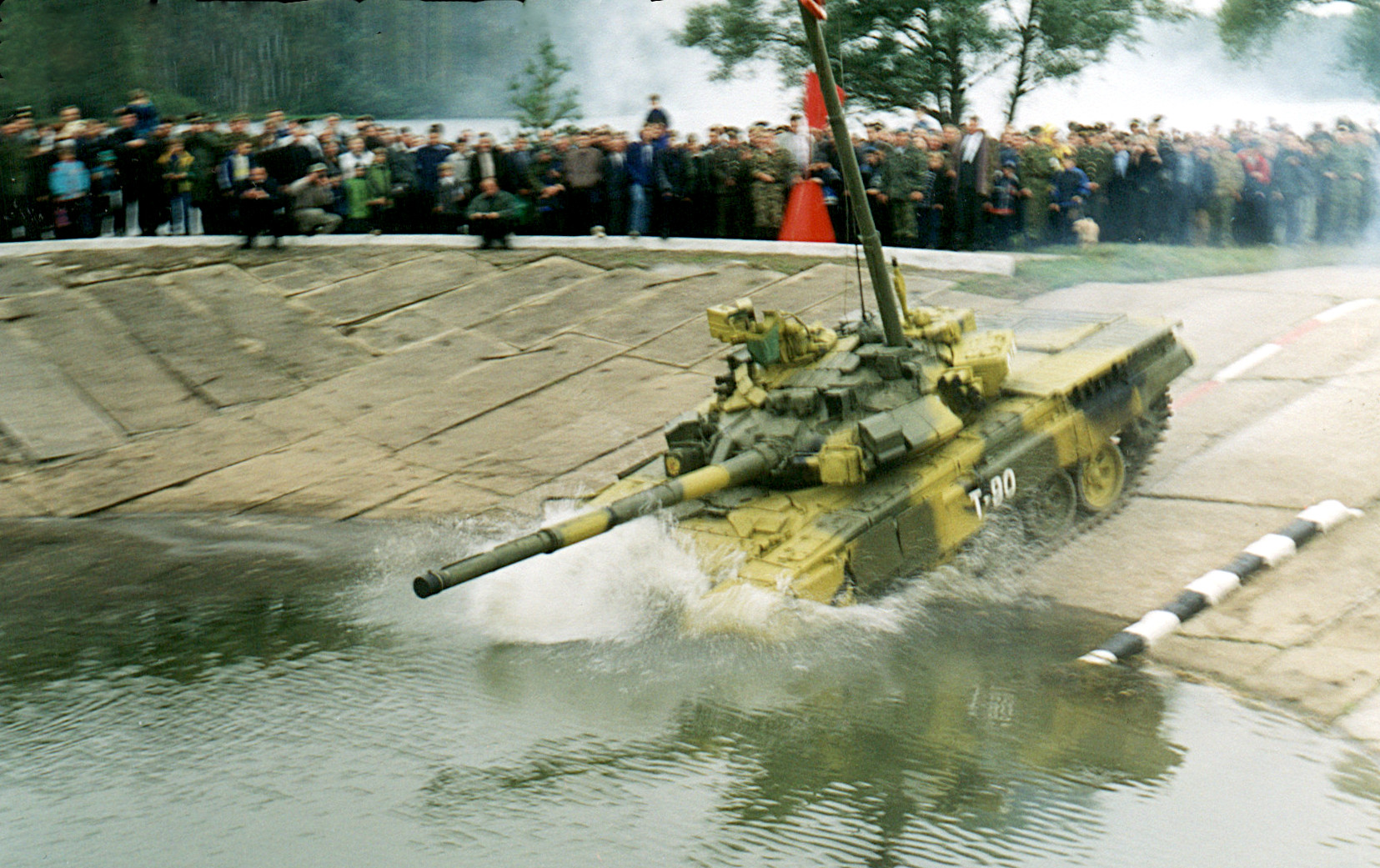
Russischer T-90 bei der Demonstration einer Unterwasserfahrt

Die Fahrzeugwanne besteht weitgehend aus Panzerstahl, die Wannenfront ist mit einer Verbundpanzerung verstärkt. Diese besteht aus einer inneren Schicht Stahl, einer Mittelschicht aus GFK (Steltexolit) sowie einer Außenschicht aus zwei Schichten Panzerstahl mit verschiedenen Härtegraden. Zusätzlich sind an der Wannenfront Elemente der Reaktivpanzerung vom Typ Kontakt-5 angebracht.
Der Turm des T-90 besteht aus Stahlguss. Die Turmfront besteht aus einer Verbundpanzerung. Diese ist jeweils seitlich der Kanonenblende in Kammern in der vorderen Turmhälfte untergebracht. Die Verbundpanzerung besteht vermutlich aus hochfesten Stählen mit verschiedenen Härtegraden, Aluminium sowie Al2O3-Keramiken. Zusätzlich sind an der vorderen Turmhälfte Kontakt-5-Elemente angebracht.
Der T-90A (T-90SA) sowie der T-90M (T-90SM) verfügen über einen geschweißten Turm, der mit einer Laminat-Verbundpanzerung und Reaktivpanzerung der Typen „Kontakt-5“ respektive „Relikt“ ausgerüstet ist.
Die Frontpanzerung des T-90 und des T-90S bietet ein Schutzniveau von 800–830 mm RHA-Äquivalent gegen KE-Geschosse und 1150–1350 mm RHA-Äquivalent gegen Hohlladungen.

#### Passiv

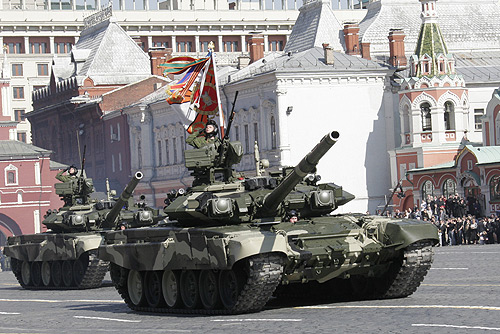
Das Schtora-System am T-90

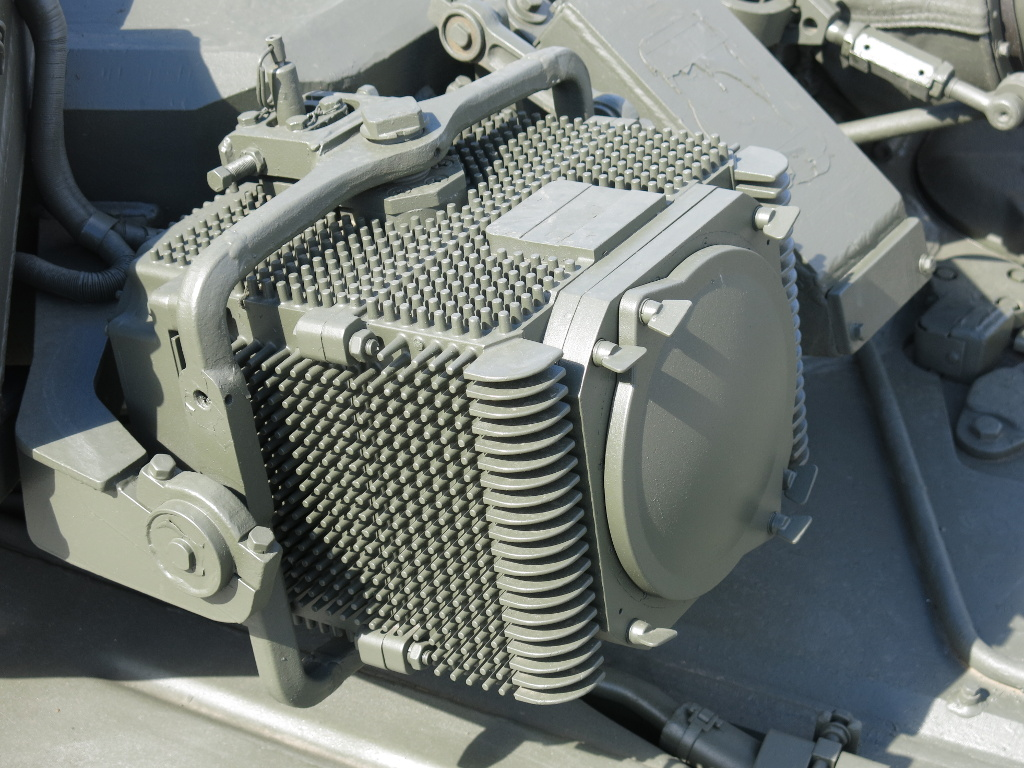
Detailaufnahme eines IR-Scheinwerfers

Viele T-90-Panzer sind darüber hinaus mit dem umfassenderen elektro-optischen Abwehrkomplex TSchU-1 Schtora-1 („Vorhang“) ausgestattet. Das vollautomatische Schtora-System verfügt neben einem für den Komplex angepassten Computersystem über zwei Infrarotscheinwerfer an der Turmvorderseite. Die Infrarotscheinwerfer können manuell eingeschaltet werden und senden eine überlagernde falsche Infrarotsignatur aus, um IR-gelenkte Raketen zu täuschen. Drahtgebundene Raketen, wie die amerikanische TOW werden mithilfe einer Leuchtkugel am Ende der Rakete zum Ziel geführt. Durch die Störmaßnahme kommt es zu fehlerhaften und unzureichenden Kurskorrekturen des Computers auf einen Punkt, der sowohl horizontal, wie auch vertikal abweicht. Tests haben gezeigt, dass die Wahrscheinlichkeit eines Treffers durch halbautomatische Leitsysteme mit dem Einsatz von Schtora auf ein Drittel bis ein Viertel reduziert wird. Dies gilt sowohl für westliche Waffen, wie die BGM-71 TOW, als auch für östliche Waffen, wie die 9K135 Kornet.
Der Panzer kann Diesel in die Abgasanlage einspritzen, um sich einzunebeln.
Die neuen T-90M-Panzer verwenden nicht das übliche Schtora-IR-System, sondern lediglich eine abgespeckte Variante davon. Es zeichnet sich hauptsächlich durch ein Laserwarnsystem aus, welches anfliegende lasergesteuerte Lenkflugkörper erkennt, den Turm darauf ausrichtet und mittels Nebelmittelwurfanlage eine Nebelwand erzeugt. Es besteht aus vier Sensoren zur Erkennung der Zielmarkierung des Panzers durch feindliche Lasermarkierer. Diese Sensoren sind am Turm installiert und können den kompletten horizontalen Bereich sowie einen vertikalen Winkel von −5 bis +25 Grad abdecken. Die Besatzung wird durch akustische und visuelle Signale auf die Bedrohung hingewiesen. Der Kommandant kann den Turm auf Knopfdruck automatisch auf die erkannte Gefahr ausrichten lassen. Innerhalb von drei Sekunden nach Ausstoß der Rauchgranaten wird eine Aerosolwolke erzeugt, die eine Zielverfolgung im optischen sowie im IR-Bereich für ca. 20 Sekunden unmöglich machen soll.

#### Aktiv
Bei Bedarf können Export-Partner das Hardkill-System Arena für das Modell T-90SM bestellen. Russische Panzer sind nicht mit einem Hardkill-System ausgerüstet.

### Antrieb und Fahrsystem

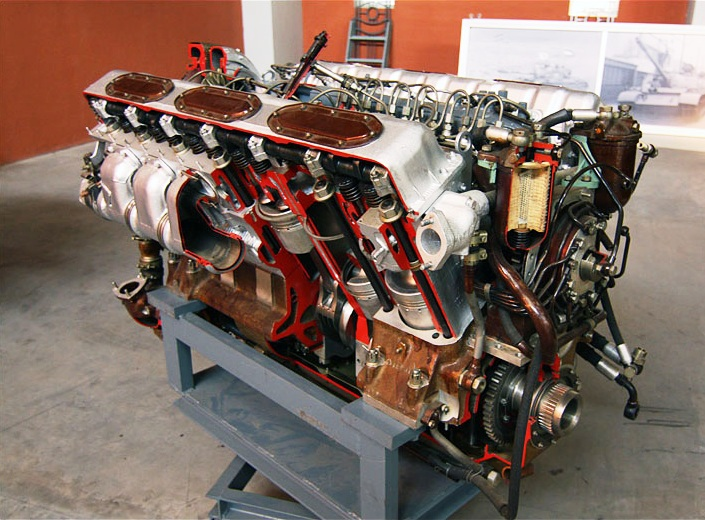
Dieselmotor W-92

Wegen des größeren Gewichts genügte die Leistung des W-46-Dieselmotors des T-72 nicht mehr den Anforderungen. Daher wurde in den ersten Modellen des T-90 der Dieselmotor W-84 MS mit 618 kW (840 PS) Leistung eingebaut. Ab 2004 sind die Panzer (T-90A) mit dem im Tscheljabinsker Traktorenwerk gebauten Motor W-92 S2 mit 735,5 kW (1000 PS) Leistung ausgerüstet. In der nach Indien exportierten Version T-90S kommt ebenfalls ein Motor mit 735 kW (999 PS) zum Einsatz. Im T-90M, der 2011 vorgestellt wurde, kam der leistungsstärkere W-93-(W-92S2F)-Dieselmotor mit 831 kW (1130 PS) zum Einsatz.
Das Stützrollenlaufwerk des T-90 ist dem des T-72 in weiten Teilen sehr ähnlich. Es besteht aus sechs drehstabgefederten Laufrollen und drei Stützrollen pro Seite. Der T-90 kann nach kurzer Vorbereitung eine Unterwasserfahrt durchführen. Wasserhindernisse bis 4,50 m Tiefe können so überwunden werden. Er ist in der Lage, Gräben bis 2,80 m Breite und Höhenhindernisse bis 0,85 m zu überqueren. Unter dem Bug befindet sich eine Grabehilfe in Wannenbreite, die zum Ausschieben von Stellungen abgeklappt werden kann. Weiterhin kann ein elektromagnetisches oder mechanisches Minenräumgerät montiert werden. Am Heck befinden sich zwei Halterungen zum Mitführen eines Bergebalkens. Dieser ermöglicht zusammen mit zwei speziellen Seilen die Selbstbergung des Panzers.

### Bewaffnung

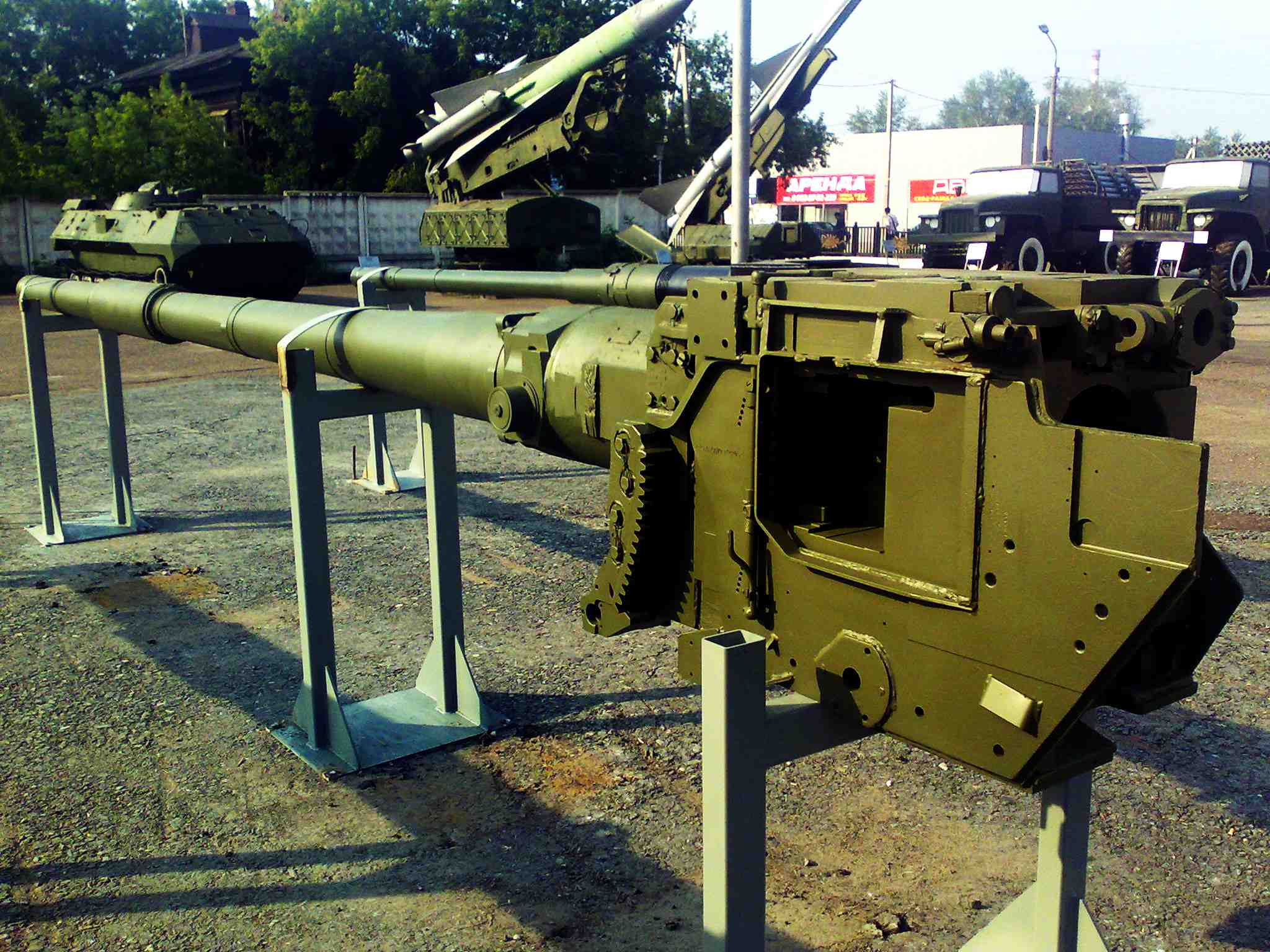
Panzerkanone 2A46M-1

Im Lauf der Produktion wurden verschiedene Versionen der 125-mm-Glattrohrkanone eingebaut. Am häufigsten verwendet werden die Ausführungen 2A46M-2 (L51) sowie die neue verlängerte 2A46M-5 (L55). Die Kanone ist vollstabilisiert. Die Munition wird automatisch aus einem Ladekarussell geladen, der Ladeschütze entfällt. Die Kampfbeladung besteht aus 42 Schuss für die 125-mm-Kanone, davon 22 im Ladekarussell, der Rest in Gestellen im Innenraum. Die Munition ist in die Kartusche für die Treibladung und das Geschoss unterteilt. Die Kartusche ist eine Teilabbrandladung, von der nach dem Abschuss nur ein metallener Hülsenboden übrigbleibt. Dieser wird vom Ladeautomaten beim Nachladen durch eine Luke in der Turmhinterwand ausgeworfen. Die Kadenz liegt bei sieben bis neun Schuss/min. Im Vergleich dazu erreicht ein gut trainierter Ladeschütze in Panzern ohne Ladeautomat unter Idealbedingungen mit Nachladezeiten unter fünf Sekunden etwa zwölf Schuss/min. Das Nachfüllen des Ladeautomaten ist einfach und rasch möglich; ein Laden von Hand bei dessen Ausfall ist zeitaufwendig.
Wie bei allen russischen Panzern bis zum T-90 ist die Munition im Kampfraum mitgeführt. Wenn bei Beschuss diese Munition zündet und explodiert, ist der Tod der Besatzung und der Totalausfall des Panzers unausweichlich.
Für die 125-mm-Glattrohrkanone stehen folgende Munitionsarten zur Verfügung:
- Unterkalibergeschosse (APFSDS): KE-Pfeilgeschoss mit Treibspiegel, V0 = 1615–1800 m/s
- Hohlladungsgranaten (HEAT)
- Splitter-Spreng-Granaten (FRAG-HE): durch Veränderung am Zünder (Detonationszeit nach Aufschlag) kann Splitter-, Spreng- oder Sprengwirkung mit Verzögerung eingestellt werden
- rohrverschossene Lenkwaffen vom Typ 9K119 Refleks und 3UBK21 Sprinter (für die noch uneingeführte Variante T-90M 2017)

Die normale Kampfbeladung besteht aus:
- 15 Stück APFSDS-Geschosse vom Typ BM-42, Durchschlag 590–630 mm Panzerstahl auf 2000 Meter
- 6 Stück HEAT-Granaten vom Typ BK-29M, Durchschlag 650–750 mm Panzerstahl
- 15 Stück FRAG-HE-Granaten vom Typ OF-19 oder OF-26
- 6 Stück 9K119M-Rohrraketen, Reichweite 5000 m, Durchschlag 650–700 mm Panzerstahl

Außerdem kann folgende Munition verschossen werden:
- HEAT-Granate BK-21M mit einer Hohlladung, ausgekleidet mit einer Uraneinlage, Durchschlag 550–750 mm Panzerstahl
- HEAT-Granate BK-27 mit Dreifach-Hohlladung, Durchschlag 700–800 mm Panzerstahl
- APFSDS-Geschoss vom Typ BM-29 und BM-32 mit DU-Penetrator

Wie schon der T-64 und der T-80 kann auch der T-90 lasergelenkte Raketen aus der 125-mm-Kanone abfeuern. Die am häufigsten verwendeten Raketen tragen die Bezeichnung 9K119 Refleks (NATO-Codename: AT-11 Sniper). 9K119 Swirs können in den T-90-Modellen nicht abgefeuert werden. Die Flugkörper des Systems werden wie gewöhnliche Munition in das Rohr geladen, während das Ziel mit dem Hauptzielfernrohr 1G46 anvisiert wird. Nach dem Abschuss zündet der Feststoffmotor, die Steuerflächen entfalten sich und die Rakete fliegt im Laserleitstrahlkanal das Ziel an. Die Reichweite dieses Waffensystems beträgt 5000 m, die Trefferwahrscheinlichkeit liegt bei etwa 90 %. Die 4,5 kg schwere Tandemhohlladung penetriert 900–950 mm Panzerstahl und 800–850 mm hinter einer reaktiven Panzerung. Der T-90M 2017 kann mit seinem neuen Kanonenrohr auch den Lenkflugkörper 3UBK21 Sprinter (Reichweite bis zu 8000 Meter) einsetzen.
Neben der Hauptwaffe verfügt der T-90 über ein koaxiales 7,62-mm-PKT-MG mit 2000 sowie ein 12,7-mm-Fla-MG Kord mit 300 Schuss Munition.

### Feuerleitsysteme

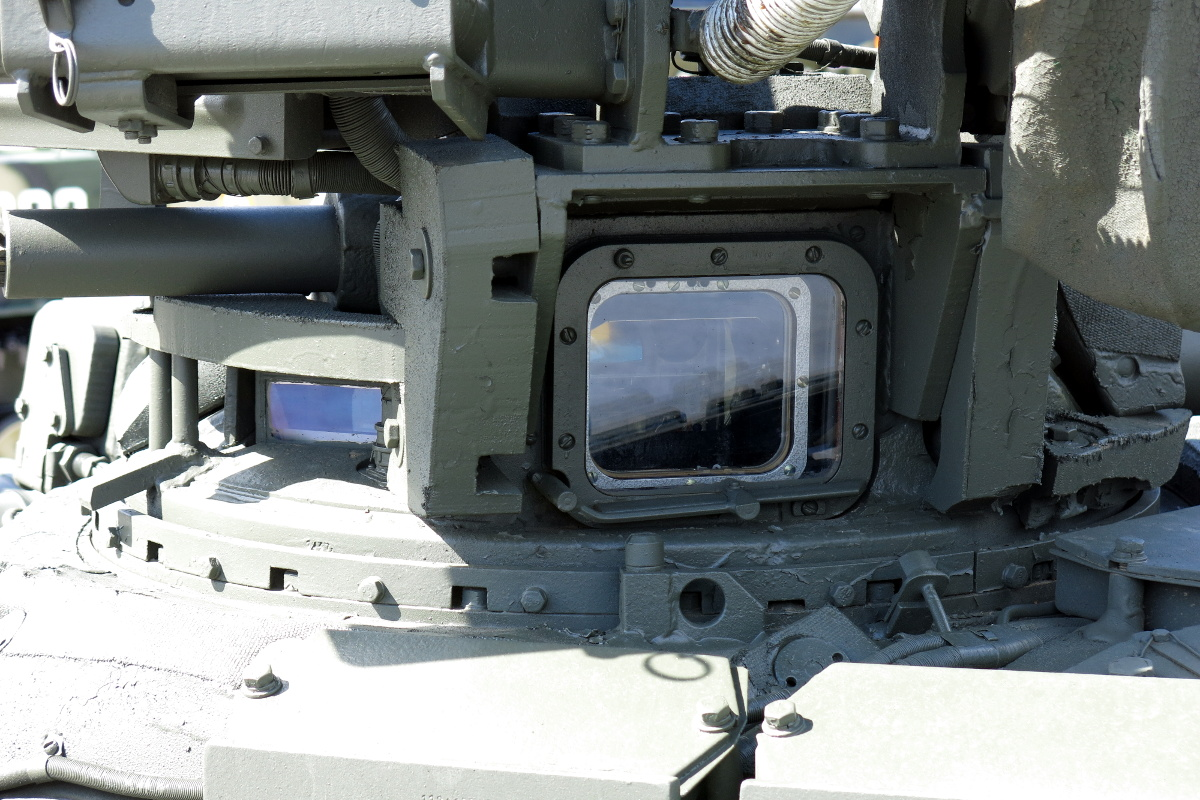
Kommandantenkuppel eines T-90A

Das Feuerleitsystem 1A45T Irtysch des T-90 wurde vom T-80 übernommen. Es ist mit dem Stabilisierungssystem 2Eh42 sowie dem Ballistik-Computer 1W528 ausgerüstet. Der Richtschütze verfügt über ein in zwei Ebenen blickfeldstabilisiertes Periskopzielfernrohr 1G46 mit Laserentfernungsmesser sowie der 9S515-Lenkeinheit für die 9K119-Refleks-Lenkwaffenanlage. Ein stabilisiertes aktiv/passives Infrarotzielfernrohr vom Typ TPN-4 Buran-PA oder AGAWA-2 mit einer Verbindung zu einem Monitor für den Kommandanten ist auch vorhanden. Nachts ist der Feuerkampf auf eine maximale Kampfentfernung von bis zu 1300 m möglich. Das Feuerleitsystem umfasst eine digitale ballistische Rechnereinheit sowie Umweltsensoren. Die Nachfolger T-90A sind alle mit dem Wärmebildzielfernrohr ESSA ausgestattet.
Der Kommandant verfügt über eine drehbare Kuppel und fünf Winkelspiegel sowie ein vertikal stabilisiertes Periskop TKN-4S mit Tag- und passivem Infrarotnachtkanal. Der Kommandant kann dem Richtschützen Ziele übergeben und selbständig die Führung der Bewaffnung übernehmen.

## Einsatz

### Dagestankrieg
Im Dagestankrieg 1999 wurde der T-90 erstmals in kleinem Umfang eingesetzt, es handelte sich um acht bis zwölf ursprünglich für den Export nach Indien bestimmte T-90S. Unbestätigten Berichten zufolge soll ein T-90S während der Kampfhandlungen sieben RPG-Treffer erhalten haben und trotzdem einsatzfähig geblieben sein.

### Bürgerkrieg in Syrien
Weitere Einsätze des T-90 folgten im Rahmen des russischen Militäreinsatzes im Bürgerkrieg in Syrien ab November 2015. Ein Video vom Februar 2016, entstanden bei der Schlacht um Aleppo, zeigt wie eine aus US-Produktion stammende TOW-Raketen von syrischen Rebellen gegen einen T-90 eingesetzt wird. In dem Video ist zu sehen, wie die Rakete den T-90 trifft, obwohl dieser sichtbar mit einem Schtora abstandsaktiven Schutzsystem ausgerüstet ist, und die Panzerbesatzung den Panzer anschließend verlässt.

### Russischer Überfall auf die Ukraine

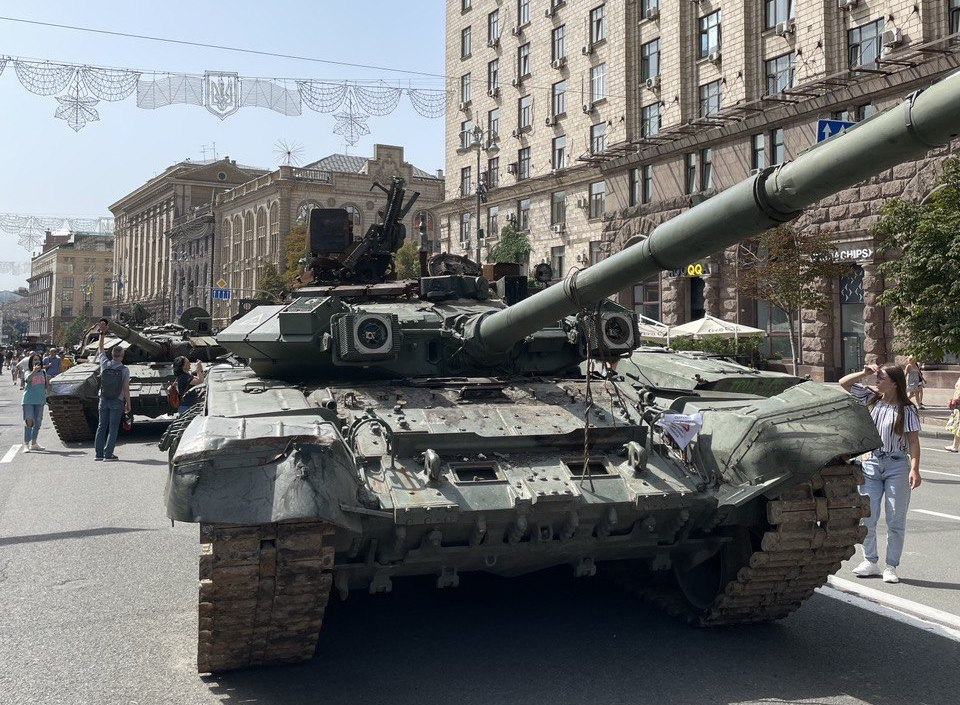
Erbeuteter T-90A bei der Paradeprobe in Kiew

Der Einsatz von T-90A ab 2014 im russisch-ukrainischen Krieg wurde durch Beiträge auf Social Media dokumentiert.
Bei dem russischen Überfall im Februar 2022 verlor Russland gemäß OSINT-Analysen des Militär-Blogs Oryx in der Ukraine mindestens 149 T-90 (Stand Anfang Juli 2024). Einen intakten T-90A der russischen Armee konnten die ukrainischen Streitkräfte im September 2022 im Zuge der Gegenoffensive in der Region Charkiw erbeuten. Ein T-90A-Panzer wurde im April 2023 auf einer Raststätte am Interstate Highway 10 in Roanoke im US-Bundesstaat Louisiana fotografiert. Er war Recherchen zufolge vom polnischen Hafen Gdynia aus nach Texas verschifft worden und befand sich auf dem Weg in das Aberdeen Test Center der US Army im Bundesstaat Maryland. Es handelt sich Experten zufolge um den ersten russischen T-90-Panzer, der in die Vereinigten Staaten gelangt ist.

## Versionen

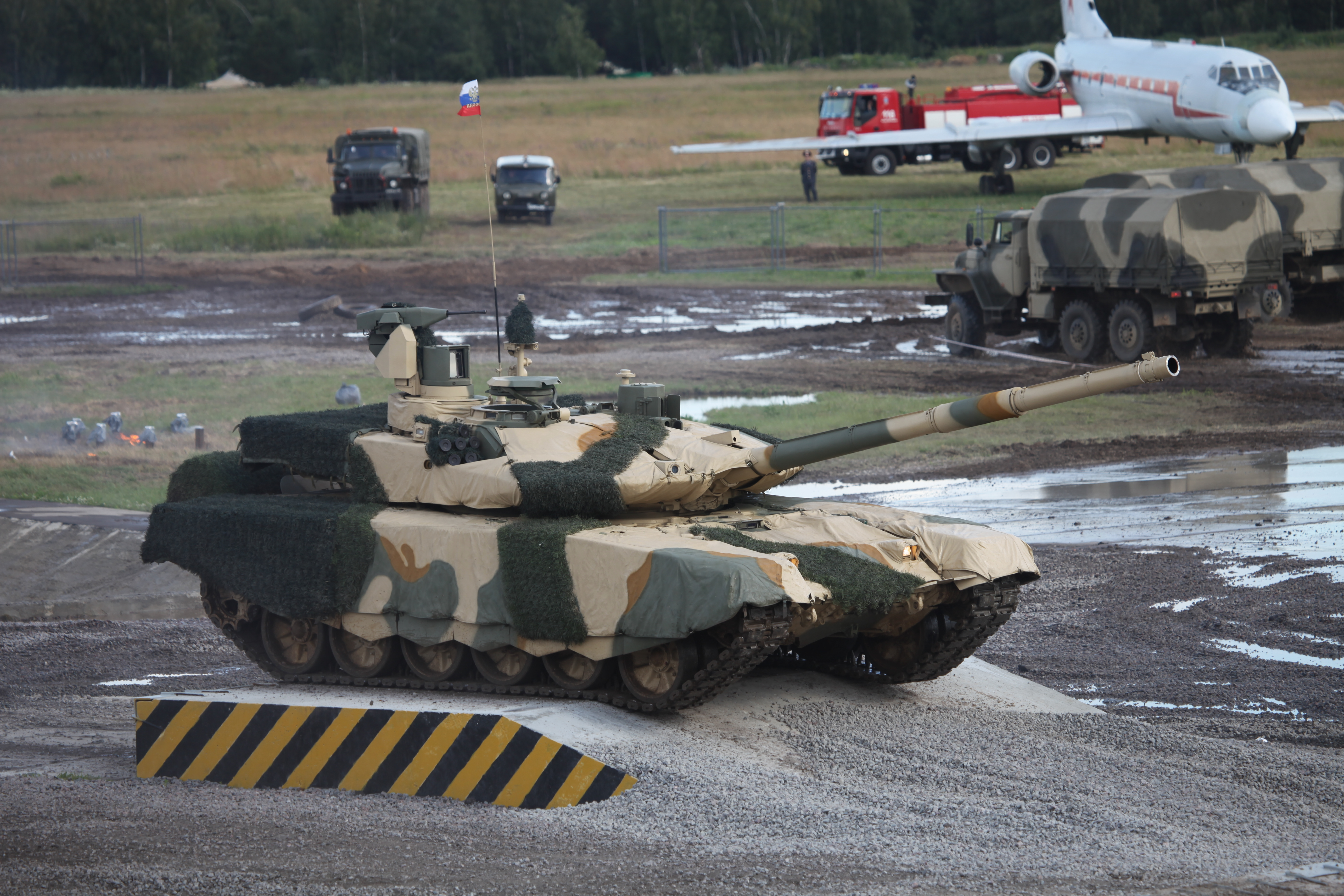
T-90MS während einer Vorführung 2012

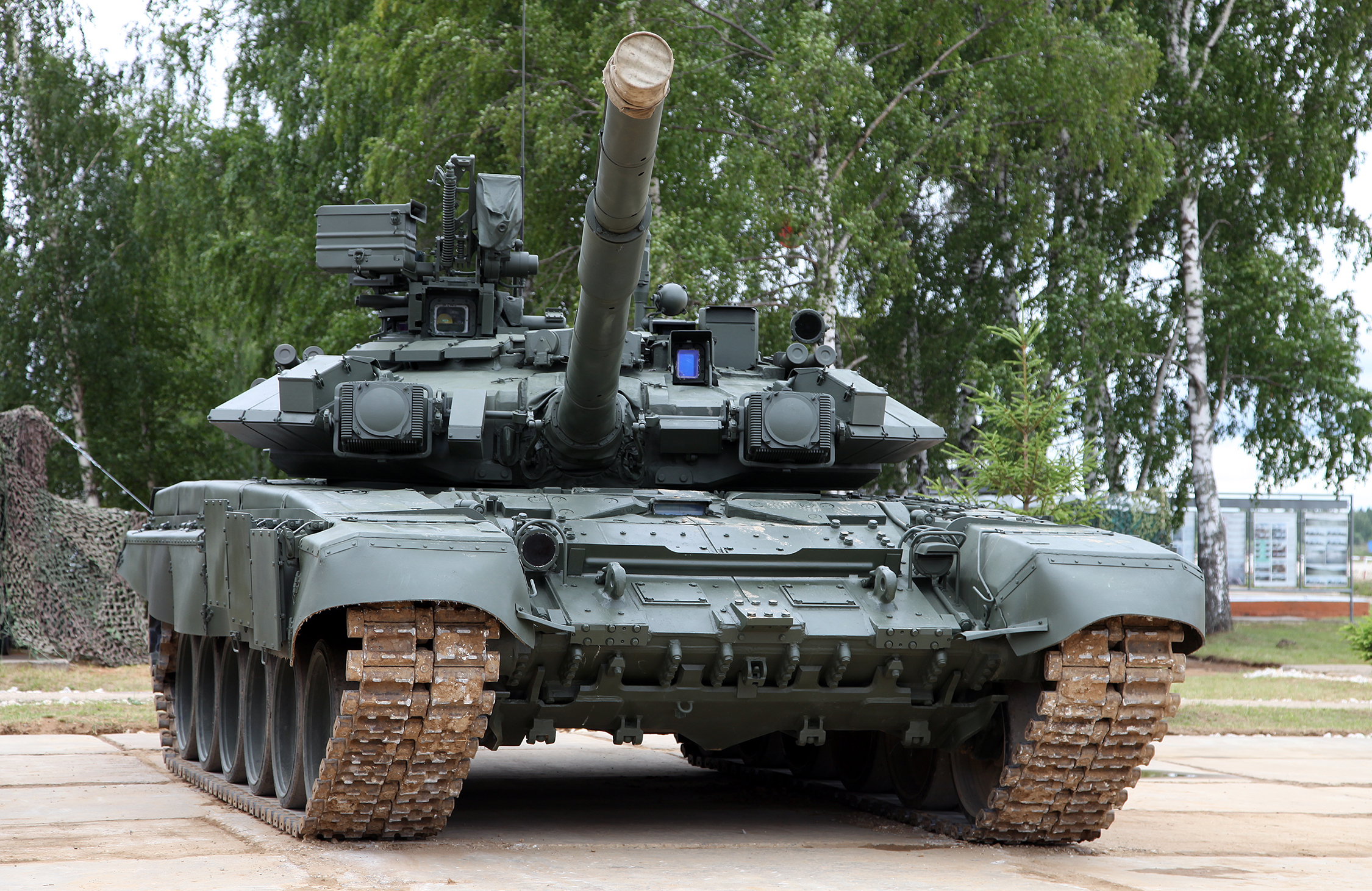
T-90A

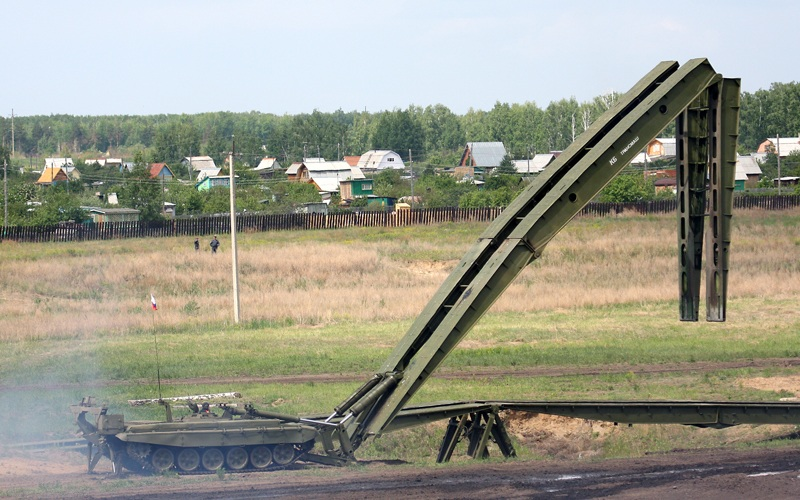
MTU-90 beim Ausklappen der Brückensegmente

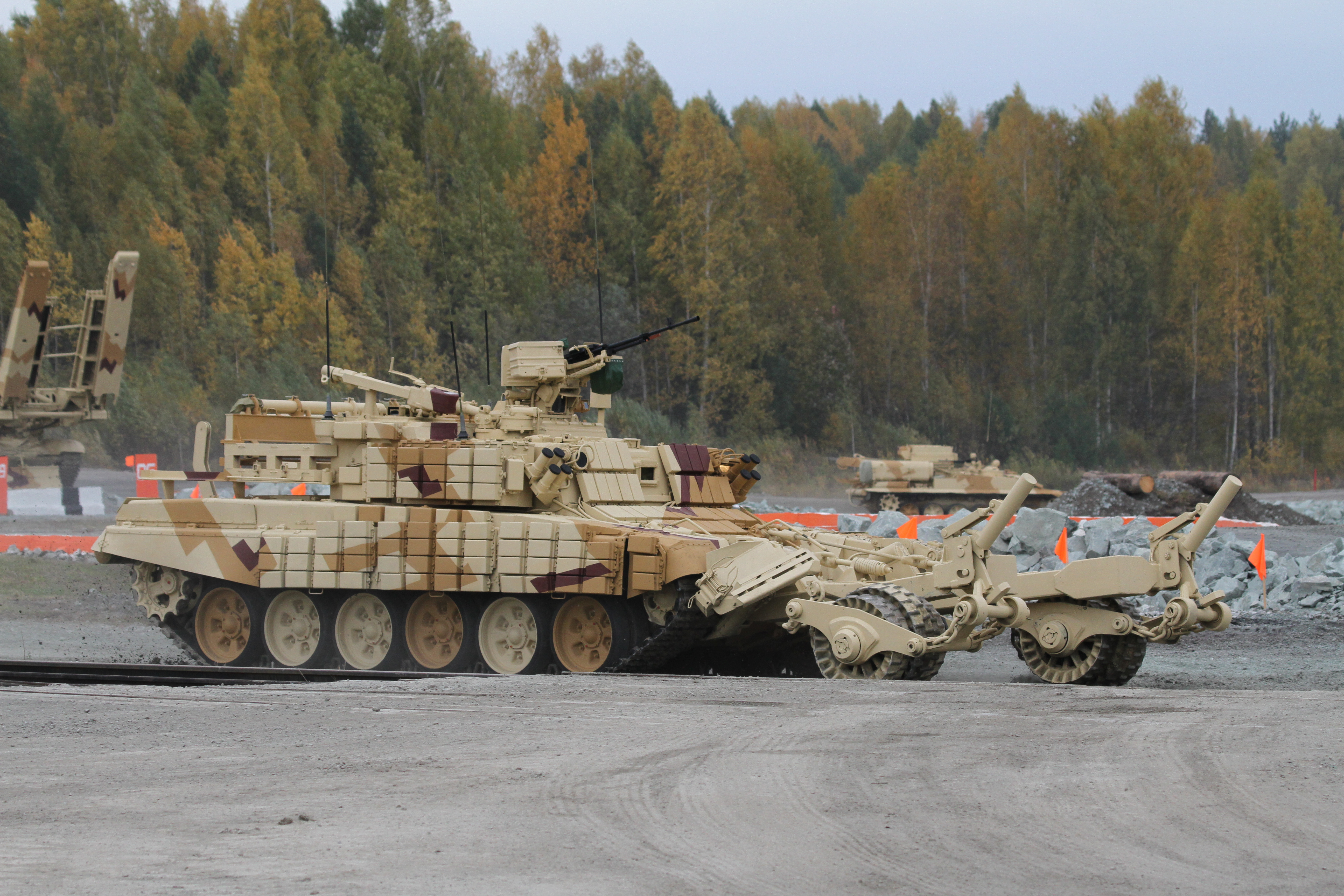
BMR-3M

- T-90 (Objekt 188): Standardversion, auch T-72BU genannt. Mit weiterentwickelter Verbundpanzerung sowie reaktiver ERA-Panzerung vom Typ Kontakt-5. Lenksystem 9S515 für Lenkwaffen 9K119 Refleks. Gefechtsgewicht 46,5 Tonnen.
- T-90K: Führungspanzer mit Navigationsanlage und umfangreicherer Funkausrüstung.
- T-90E: Vereinfachte Exportversion des T-90 ohne Schtora-1-Lenkwaffen-Abwehrsystem.
- T-90S (Objekt 188S): Exportversion mit CATHERINE-FC-Wärmebildgerät von Thales mit einem ESSA-Wärmebildzielfernrohr des belarussischen Unternehmens PELENG und 1A4GT-Feuerleitcomputer. Ausgerüstet mit V12-Dieselmotor W-92S2 mit 735 kW. Kann mit TShU1-7-Schtora-1-Lenkwaffen-Abwehrsystem ausgerüstet werden.
- T-90SK: Führungspanzer mit Navigationsanlage und umfangreicherer Funkausrüstung.
- T-90A Wladimir (Objekt 188A): 2. Generation des T-90 seit 1999. Mit geschweißtem Turm mit neuer Laminat-Verbundpanzerung sowie abgeänderter Reaktivpanzerung.
- T-90SA (Objekt 188SA): Exportversion des T-90A. Mit CATHERINE-FC-Wärmebildgerät und W-92S2-Dieselmotor mit 735 kW und 125-mm-Glattrohrkanone 2A46M-5 Rapira sowie Klimaanlage und Automatikgetriebe.
- T-90AK: Führungspanzer mit Navigationsanlage und umfangreicherer Funkausrüstung.
- T-90A1 (Objekt 188A1): Vorgestellt im Jahr 2004. Wie T-90A, jedoch nachgerüstet mit verbessertem Ladekarussell, selbstdichtenden Treibstofftanks, ESSA-Wärmebildzielfernrohr.
- T-90M: Vorgestellt 2011. Mit PK PAN-360°-Kommandantenperiskop mit Wärmebildgerät, einem PNM-Sosna-U-Zielfernrohr für den Schützen sowie neuem Kalina-Feuerleitcomputer mit GLONASS-Navigationssystem. Ausgerüstet mit verbessertem Getriebe sowie W-93-(W-92S2F)-Dieselmotor mit 1130 PS. Ohne Schtora und Hardkill-System, dafür ausgestattet mit vier Laserwarnern, die der Crew unverzüglich erlauben, sich mit der Frontpanzerung zum Projektil auszurichten, sowie der Option der automatischen Abgabe von Aerosol-Rauchgranaten, was die Zielortung der meisten lasergesteuerten ATGMs beeinträchtigt. Der Turm wird durch Knopfdruck des Kommandanten automatisch auf die Gefahr ausgerichtet.[10] Mit neuer eckiger Zusatzpanzerung am Turm sowie Reaktivpanzerung vom Typ Relikt. Mit neuen Seitenschürzen mit Verbundpanzerung. Am Turm- und Wannenheck ist eine Käfigpanzerung angebracht. Mit neuer 125-mm-Kanone vom Typ 2A82. Munitionsvorrat 40 Schuss; 22 im Lader, weitere 18 Schuss sind Turmheck im separaten Munitionsbunker untergebracht. Dieser verfügt über Ausblasöffnungen. Das 12,7-mm-Fla-MG wurde durch die fernbedienbare UDP-TO5BW-1-Flugabwehrwaffe mit 7,62-mm-MG ersetzt. Gefechtsgewicht 51 Tonnen.[26][27] Mitte 2024 wurde das mutmaßliche Handbuch des T-90M auf Reddit veröffentlicht.[28]
- T-90M 2017 Proryw-3: Erstmals beim Manöver Sapad 2017 getestet. Verbesserter T-90M mit verstärkter Frontpanzerung und neuer Proryw-3-Käfigpanzerung am Turm. Mit verbesserter und längerer 125-mm-Kanone vom Typ 2A82 mit einem Munitionsvorrat von 43 Schuss. Die Kanone wird auch vom neuen Armata-Panzer verwendet; sie kann viele Sorten neuester Munition verschießen.[2] Die neue fernbedienbare Waffenstation ist mit einem 12,7-mm-Maschinengewehr mit 300 Schuss ausgerüstet.[29][30]

Am 12. Juli 2024 veröffentlichte eine ukrainische Truppengruppe auf Telegram Fotos eines in Besitz genommenen T-90M Proryv. Die Besatzung sei nach einem erfolglosen Angriffsversuch geflohen.
- T-90MS:[9] Exportversion des T-90M. Ausgerüstet mit 2A46M-5-Kanone und Automatikgetriebe. Z. T. auch T-90SM bezeichnet.
- T-90IN: Exportversion des T-90A für Indien. Mit CATHERINE-FC-Wärmebildgerät und W-92S2-Dieselmotor mit 735 kW und 125-mm-Glattrohrkanone 2A46M-5 Rapira. Ohne Schtora-Lenkwaffen-Abwehrsystem.
- BMR-3M: Minenräumpanzer, basierend auf dem T-90-Fahrgestell mit KMT-7-Minenräumrollen sowie einem elektromagnetischen Sender zur Auslösung von Minen mit Magnetzünder.
- MTU-90: Brückenlegepanzer auf T-90-Fahrgestell.

## Nutzerstaaten
Aktuelle Nutzer

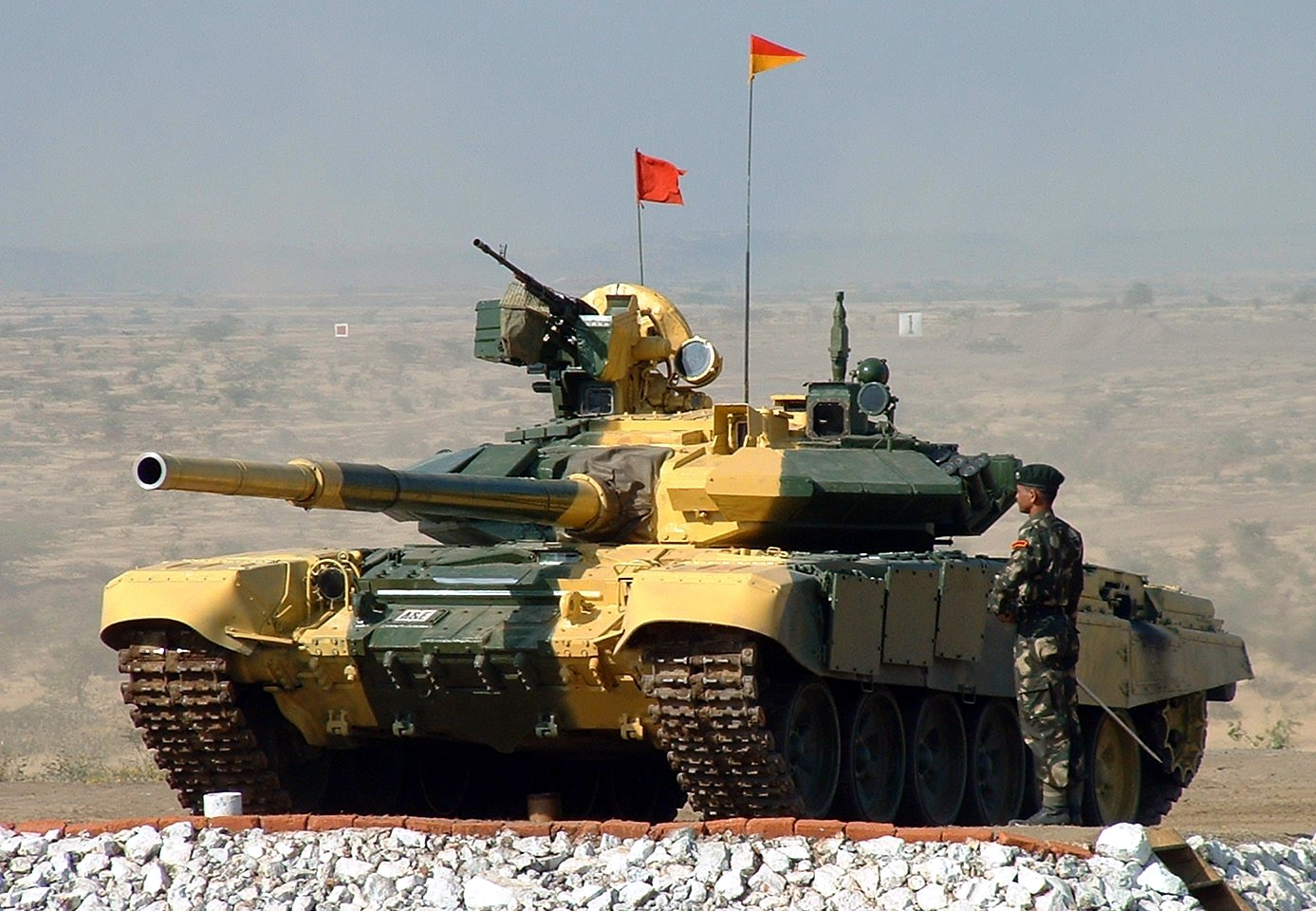
Indischer T-90S

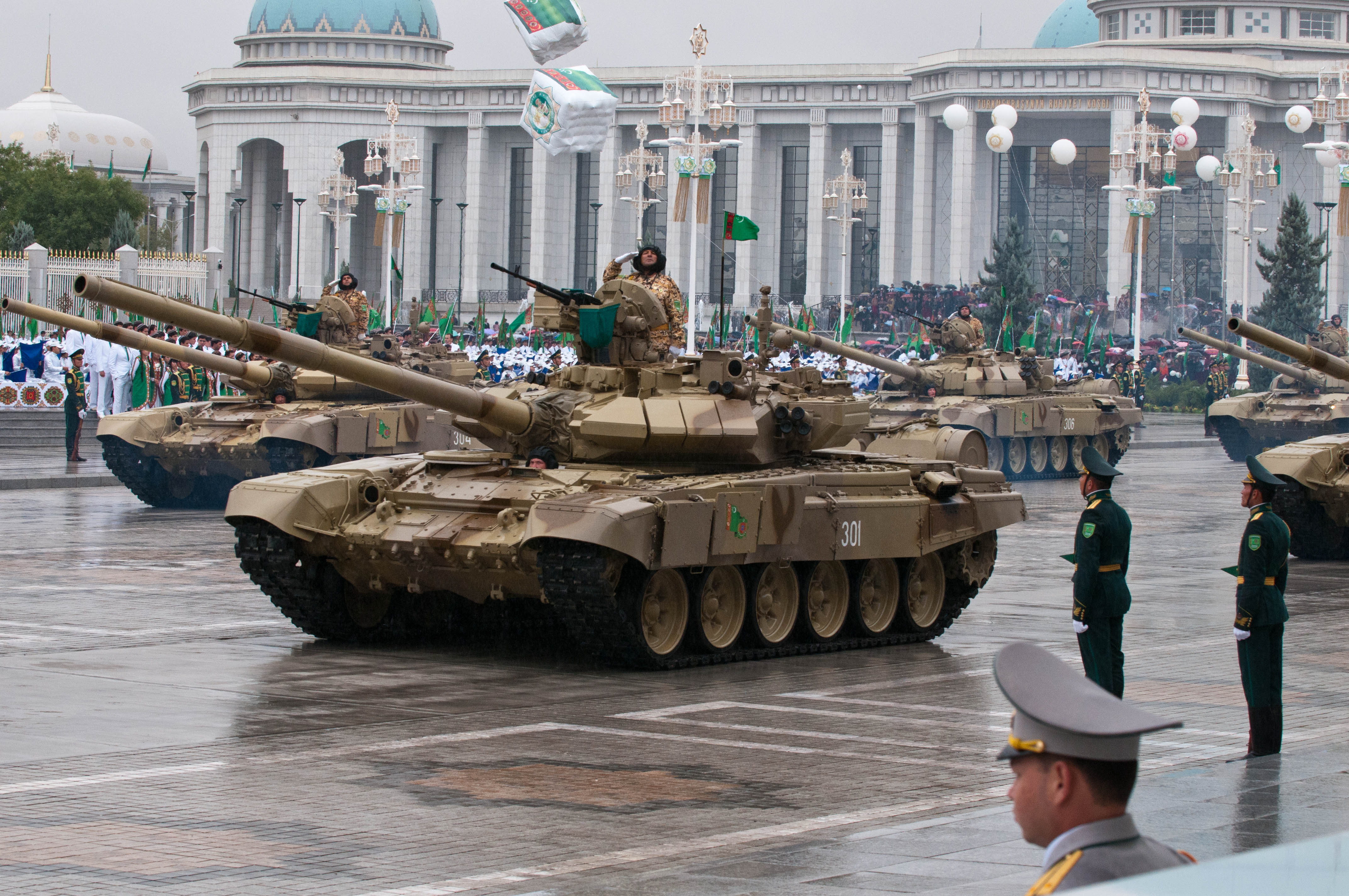
Turkmenische T-90SA

- Algerien – Zwischen 2006 und 2008 wurden 185 Panzer nach Algerien geliefert, gefolgt von 120 weiteren in den Jahren 2012 bis 2013.[32] Im Jahr 2014 vereinbarte das Land einen Zusammenbau von rund 200 T-90.[33] Stand Januar 2018 befanden sich 400 T-90SA (T-90A) im Dienst.[34]:325
- Aserbaidschan – Im Jahr 2014 wurden die 2011 bestellten 100 Panzer ausgeliefert.[35] Stand Januar 2018 befanden sich 100 T-90S im Dienst.[34]:183
- Indien – Stand Januar 2018 befanden sich mindestens 1025 T-90S (unter der Bezeichnung „Bhishma“) im Dienst.[34]:261 Ende 2019 bestellte Indien weitere 464 T-90MS für 3,12 Milliarden USD.[36]
- Irak – Im Zeitraum von 2017 bis Ende 2018 wurden 73 T-90S geliefert.[37][38]
- Russland – Stand Januar 2022 befanden sich 350 T-90A sowie 67 T-90M im Dienst. Weitere 200 T-90 sind eingelagert.[39]:194
- Syrien – Ab Herbst 2015 gelangten – mutmaßlich gebrauchte – russische Panzer des Typs nach Syrien. Im Frühjahr 2016 sollen bis zu 80 Stück eingesetzt worden sein. Stand Januar 2018 befanden sich eine unbekannte Anzahl T-90[34]:362 und T-90A[40] im Dienst des Heeres.
- Turkmenistan – Stand Januar 2018 befanden sich vier T-90S im Dienst,[34]:208 von ehemals zehn T-90S, die im Jahr 2010 geliefert wurden. Weitere 30 T-90S wurden im Jahr 2011 bestellt.[41]
- Uganda – Ab 2011 erhielt das Land 44 Stück des Typs.[42] Stand 2018 befanden sich 44 T-90S im Dienst.[34]:493
- Ukraine – Bis Anfang Mai 2025 mindestens elf T-90A, wovon mindestens einer zerstört wurde, ein T-90AK, der anschließend im Kampf zerstört wurde, und sieben T-90M[43] im Zuge des Russisch-Ukrainischen Krieges erbeutet.[44] Ein erbeuteter T-90A wurde – vermutlich zu Untersuchungszwecken – in die USA transportiert.[45]
- Vietnam – Im Juli 2017 bestellte Vietnam 64 T-90S/SK im Gesamtwert von etwa 250 Millionen USD für die Vietnamesische Volksarmee.[46] Bis März 2019 war die Auslieferung erfolgt.[47]

Ehemaliger Nutzer
- Nordkorea – Bis zum Januar 2018 wurde ein T-90S außer Dienst gestellt,[34]:275 der 2001 zu Testzwecken beschafft worden war, um daraus den M-2002-Panzer zu entwickeln.[48]